# Dhanamittanahalli, Chintamani
Dhanamittanahalli là một làng thuộc tehsil Chintamani, huyện Kolar, bang Karnataka, Ấn Độ.